# Hierarquia militar do Reino da Iugoslávia
As patentes militares do Reino da Iugoslávia eram as insígnias militares usadas pelas Forças Armadas Reais Iugoslavas. Ele substituiu as patentes do Reino da Sérvia após a unificação do Reino da Sérvia no Reino dos Servos, Croatas e Eslovenos (mais tarde Reino da Iugoslávia). Após a proclamação da República Socialista Federativa da Iugoslávia, as patentes foram substituídas pelas patentes do Exército Popular Iugoslavo.

## Cores
| Cor | Ramo                                | Prefixo | Notas                                      |
| --- | ----------------------------------- | --- | ------------------------------------------ |
|     | Corpo Geral do Exército             | em sérvio: Општа струка ђенералштаба, transl. Opšta struka đeneralštaba em sérvio: Општи род, transl. Opšti rod                                 | General de divisão para Marechal de Campo. |
|     | Infantaria                          | em sérvio: Пешадија, transl. Pešadija | Soldado para Brigadeiro-General.           |
|     | Cavalaria                           | em sérvio: Коњички, transl. Konjički | Soldado para Brigadeiro-General.           |
|     | Corpo Técnico de Artilharia         | em sérvio: Артиљеријско–технички, transl. Artiljerijsko–tehnički em sérvio: Артиљеријски, transl. Artiljerijski                                 | Soldado para general de divisão.           |
|     | Estado-Maior                        | em sérvio: Ђенералштабни, transl. Đeneralštabni                                                                                                 | Major para general de divisão.             |
|     | Corpo Técnico de Engenharia         | em sérvio: Инжињерско-технички, transl. Inžinjersko-tehnički em sérvio: Инжињерски, transl. Inžinjerski em sérvio: Геодетски, transl. Geodetski | Subtenente para general de divisão.        |
|     | Corpo Médico                        | em sérvio: Санитетски, transl. Sanitetski em sérvio: Болничарски, transl. Bolničarski                                                           | Soldado para general de divisão.           |
|     | Corpo de Intendência                | em sérvio: Интендантски, transl. Intendantski                                                                                                   | Subtenente para general de divisão.        |
|     | Corpo de Advocacia-Geral de Justiça | em sérvio: Судски, transl. Sudski | Subtenente para general de divisão.        |
|     | Gendarmaria                         | em sérvio: Жандармеријски, transl. Žandarmerijski                                                                                               | Soldado para Brigadeiro-General.           |

## Patentes de oficiais comissionados
A insígnia de patente dos oficiais comissionados.
| Exército Real Iugoslavo                                         |                                                 |                                                       |                                           |                                                                     |                                                                       |                                                                   |                                                                     |                                         |                                   |                         |
| Бојни војвода Bojni vojvoda                                     | Армијски ђенерал Armijski đeneral               | Дивизијски ђенерал Divizijski đeneral                 | Бригадни ђенерал Brigadni đeneral         | Пуковник Pukovnik                                                   | Потпуковник Potpukovnik                                               | Мајор Major                                                       | Капетан прве класе Kapetan prve klase                               | Капетан друге класе Kapetan druge klase | Поручник Poručnik                 | Потпоручник Potporučnik |
| Marinha Real Iugoslava                                          |                                                 |                                                       |                                           |                                                                     |                                                                       |                                                                   |                                                                     |                                         |                                   |                         |
| Адмирал Admiral                                                 | Вице адмирал Vice admiral                       | Контра адмирал Kontra admiral                         | Капетан бојног брода Kapetan bojnog broda | Капетан фрегате Kapetan fregate                                     | Капетан корвете Kapetan korvete                                       | Поручник бојног брода прве класе Poručnik bojnog broda prve klase | Поручник бојног брода друге класе Poručnik bojnog broda druge klase | Поручник фрегате Poručnik fregate       | Поручник корвете Poručnik korvete |                         |
| Real Força Aérea Iugoslava                                      |                                                 |                                                       |                                           |                                                                     |                                                                       |                                                                   |                                                                     |                                         |                                   |                         |
| Армијски ђенерал Armijski đeneral                               | Дивизијски ђенерал Divizijski đeneral           | Бригадни ђенерал Brigadni đeneral                     | Пуковник Pukovnik                         | Потпуковник Potpukovnik                                             | Мајор Major                                                           | Капетан прве класе Kapetan prve klase                             | Капетан друге класе Kapetan druge klase                             | Поручник Poručnik                       | Потпоручник Potporučnik           |                         |
| Gendarmaria Real Iugoslava                                      |                                                 |                                                       |                                           |                                                                     |                                                                       |                                                                   |                                                                     |                                         |                                   |                         |
| Жандармеријски бригадни ђенерал Žandarmerijski brigadni đeneral | Жандармеријски пуковник Žandarmerijski pukovnik | Жандармеријски потпуковник Žandarmerijski potpukovnik | Жандармеријски мајор Žandarmerijski major | Жандармеријски капетан прве класе Žandarmerijski kapetan prve klase | Жандармеријски капетан друге класе Žandarmerijski kapetan druge klase | Жандармеријски поручник Žandarmerijski poručnik                   | Жандармеријски потпоручник Žandarmerijski potporučnik               |                                         |                                   |                         |

### Extinta insígnia de Almirante
| Patente      | Almirante             |
| Estabelecida | 11 de janeiro de 1924 |
| Abolida      | 6 de setembro de 1929 |

### Estandartes
| Ramo                        | Estandartes                       | Estandartes                           | Estandartes                       | Estandartes |
| --------------------------- | --------------------------------- | ------------------------------------- | --------------------------------- | ----------- |
| Exército Real Iugoslavo     |                                   |                                       |                                   |             |
| Бојни Војвода Bojni Vojvoda | Армијски ђенерал Armijski đeneral | Дивизијски ђенерал Divizijski đeneral | Бригадни ђенерал Brigadni đeneral |             |
| Marinha Real Iugoslava      |                                   |                                       |                                   |             |
| Адмирал Admiral             | Вице адмирал Vice admiral         | Контра адмирал Kontra admiral         |                                   |             |

## Outras patentes
A insígnia de patente de suboficiais e praças.
| Ramo                                                                          | Suboficiais superiores                                                          | Suboficiais superiores                                                            | Suboficiais superiores                          | Suboficiais subalternos                               | Suboficiais subalternos                     | Praças                | Praças |
| ----------------------------------------------------------------------------- | ------------------------------------------------------------------------------- | --------------------------------------------------------------------------------- | ----------------------------------------------- | ----------------------------------------------------- | ------------------------------------------- | --------------------- | ------ |
| Exército Real Iugoslavo                                                       |                                                                                 |                                                                                   |                                                 |                                                       |                                             |                       |        |
| Наредник-водник I класе Narednik-vodnik I klase                               | Наредник-водник II класе Narednik-vodnik II klase                               | Наредник-Водник III класе Narednik-vodnik III klase                               | Наредник Narednik                               | Поднаредник Podnarednik                               | Каплар Kaplar                               | Редов Redov           |        |
| Marinha Real Iugoslava                                                        |                                                                                 |                                                                                   |                                                 |                                                       |                                             |                       |        |
| Морнарички вођа I класе Mornarički vođa I klase                               | Морнарички вођа II класе Mornarički vođa II klase                               | Морнарички вођа III класе Mornarički vođa III klase                               | Морнарички наредник Mornarički narednik         | Морнарички поднаредник Mornarički podnarednik         | Морнар прве класе Mornar prve klase         | Морнар Mornar         |        |
| Real Força Aérea Iugoslava                                                    |                                                                                 |                                                                                   |                                                 |                                                       |                                             |                       |        |
| Ваздухопловни вођа I класе Vazduhoplovni vođa I klase                         | Ваздухопловни вођа II класе Vazduhoplovni vođa II klase                         | Ваздухопловни вођа III класе Vazduhoplovni vođa III klase                         | Ваздухопловни наредник Vazduhoplovni narednik   | Ваздухопловни поднаредник Vazduhoplovni podnarednik   | Ваздухопловни каплар Vazduhoplovni kaplar   | Авијатичар Avijatičar |        |
| Gendarmaria Real Iugoslava                                                    |                                                                                 |                                                                                   |                                                 |                                                       |                                             |                       |        |
| Жандармеријски наредник-водник I класе Žandarmerijski narednik-vodnik I klase | Жандармеријски наредник-водник II класе Žandarmerijski narednik-vodnik II klase | Жандармеријски наредник-водник III класе Žandarmerijski narednik-vodnik III klase | Жандармеријски наредник Žandarmerijski narednik | Жандармеријски поднаредник Žandarmerijski podnarednik | Жандармеријски каплар Žandarmerijski kaplar | Жандарм Žandarm       |        |